# Sitno (Chorwacja)
Sitno – wieś w Chorwacji, w żupanii splicko-dalmatyńskiej, w gminie Prgomet. W 2011 roku liczyła 144 mieszkańców.